# Independence (Kentucky)
Independence település az Amerikai Egyesült Államok Kentucky államában, Kenton megyében, melynek megyeszékhelye is. Lakosainak száma 28 676 fő (2020. április 1.).

## Népesség
A település népességének változása:

| 2010 | 24 757 |
| 2020 | 28 676 |